# Likszany
Likszany – osada w Polsce położona na Pojezierzu Iławskim w województwie warmińsko-mazurskim, w powiecie iławskim, w gminie Zalewo, nad północnym brzegiem jeziora Płaskiego.
W latach 1975–1998 miejscowość administracyjnie należała do województwa olsztyńskiego.
Wieś wzmiankowana w dokumentach z roku 1343, jako wieś pruska na 12 włókach. Pierwotna nazwa juzeine najprawdopodobniej wywodzi się od imienia Prusa - joxa. W roku 1782 we wsi odnotowano sześć domów (dymów), natomiast w 1858 w pięciu gospodarstwach domowych było 61 mieszkańców. W latach 1937–39 było 44 mieszkańców. W roku 1973 jako osada Likszany należały do powiatu morąskiego, gmina Zalewo, poczta Jerzwałd.